# توماس ماتون
توماس ماتون (24 أكتوبر 1985 بغنت في بلجيكا - ) هو لاعب كرة قدم بلجيكي في مركز الوسط. لعب مع آود هيفرلي لوفين وزولته فاريجيم ونادي غينت ونادي كورتريك.

## وصلات خارجية
- توماس ماتون على موقع قاعدة بيانات كرة القدم.إي يو (الإنجليزية)
- توماس ماتون على موقع Soccerway.com (الإنجليزية)
- توماس ماتون على موقع عالم كرة القدم.نت (الإنجليزية)
- توماس ماتون على موقع AS.com (الإسبانية)